# 小行星3957
小行星3957（英語：3957 Sugie）是一颗围绕太阳公转的小行星。1933年7月24日，卡尔·威廉·雷睦斯在海德堡发现了此天体。
这颗小行星的绝对星等为131.3610471301517等。